# 웨스트워드 호!

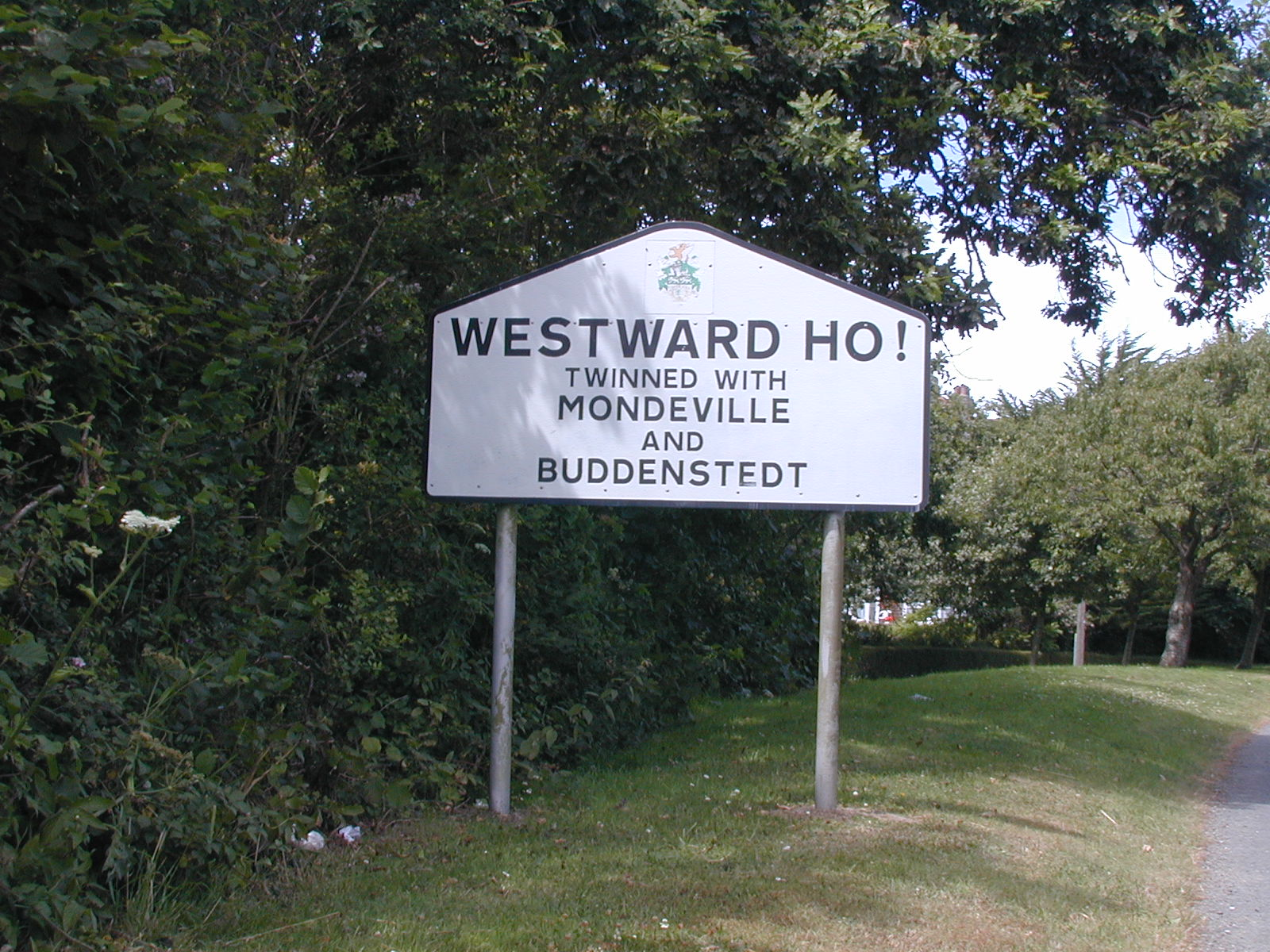
웨스트워드 호!의 도로 표지판

웨스트워드 호!(영어: Westward Ho!)는 잉글랜드 데번주 비드퍼드 내의 작은 마을이다. 2011년 기준으로 인구는 2,112명이다.